# وادي عربة (مصر)
وادي عربة هو أحد الأودية الجافة في الصحراء الشرقية في محافظة البحر الأحمر المصرية، يفصل بين سلسلتي جبل الجلالة القبلية والبحرية. بطول يقارب  40كم ويصب في العين السخنة